# 天道根命
天道根命（日语：アマノミチネノミコト）並未出現在《記紀》二書內，相傳祂是日本神話的神祇，亦是紀氏、紀伊國造、川瀨氏的祖神。

## 概要

### 先代舊事本紀之記載
據《先代舊事本紀》卷第一之記錄，天道根命為神皇產靈尊之次子，亦是川瀨造等之祖。而卷第三則記載饒速日尊降臨葦原中國時，天照太神遣卅二個神明共同防衛供奉，天道根命即為其中之一。另外卷第十記錄天孫天津彥火瓊瓊杵尊孫磐余尊以椎根津彥為前導，弭平天下、定都橿原，敕褒有功者為國造，誄其拒逆者亦定縣主。以天道根命為紀伊國造，即紀河（川）瀨直之祖。

### 其他
《新撰姓氏錄》提到神魂命（即神皇產靈尊）的五世孫有滋野宿禰（右京神別下天神部）、大坂直（大和國神別天神部）、紀直（河内國神別天神部）、大村直田連（河内國神別天神部）、川瀨造（和泉國神別天神部）等人。
按《紀伊國造系圖》所記，天照大神躲入天岩戶後大地陷入一片黑暗，石凝姥命和天道根命受高天原眾神所託，製作日像鏡與日矛鏡，以便頌禱祝詞。後來天孫降臨葦原中國，天照大神將前述二神器，加上聖矛等三神器授予天孫，天道根命隨侍在側。神武天皇東征之際，東征大軍將此二神器迎奉至紀伊國賀太浦，暫時安置在木本鄉（今和歌山縣和歌山市木之本），隨後又移祀至名草郡毛見鄉，在海中隆起的奇岩上建立宮殿以祭祀，祈求神武天皇征戰成功順利。神武天皇之兄長五瀨命遭長髓彥軍之流箭射穿身亡，葬於竃山（今和歌山市和田），遂選定日前神宮與國懸神宮現址，以祭祀此二神器。最後神武天皇在橿原宮即位時論功行賞，命紀氏為紀伊國造。後者娶當地神明之女地道女命為妻，生下比古麻命，世代為日前神宮、國懸神宮之神職人員。

## 解說
神名裡的「道根（（日語）ミチネ）」具有「高漲、出色」之意。

## 信仰
日本祭祀天道根命的神社並不常見，主要有下列：
- 大麻神社（香川縣善通寺市大麻町）
- 天道根神社（和歌山縣和歌山市）：日前神宮之攝社。

## 內部連結
- 神皇產靈尊
- 日前神宮與國懸神宮

## 外部連結
- （日語）社家の姓氏：紀氏（页面存档备份，存于）
- （日語）紀氏の荘園・姓（国別 ）(１３)[永久]